# Корнєва Світлана Іванівна
Світла́на Іва́нівна Ко́рнєва (19 серпня 1937, місто Ворошиловград, тепер Луганськ Луганської області — 4 серпня 2010, Київ) — українська радянська діячка, промисловець, директор Київської базової експериментальної трикотажної фабрики «Киянка». Кандидат у члени ЦК КПУ в 1986—1990 роках.

## Біографія
У 1964 році закінчила Київський інститут легкої промисловості.
З 1964 року працювала на Київській трикотажній фабриці «Киянка». Член КПРС.
У 1976—2010 роках — директор Київської базової експериментальної трикотажної фабрики «Киянка». Під її керівництвом на підприємстві вперше в СРСР впроваджено устаткування з пошиття котонових виробів та для волого-теплової їхньої обробки, в'язальні круглофангові машини тощо, а фабрика стала однією з найбільших в Україні з виготовлення верхнього трикотажу.
Делегат XXVII з'їзду Комуністичної партії України (1986). Авторка книги «Ассортимент и качество. Из опыта работы Киевской базовой экспериментальной трикотажной фабрики „Киевлянка“» (К., 1983).

## Нагороди
- ордени
- медалі